# AOK Rheinland/Hamburg

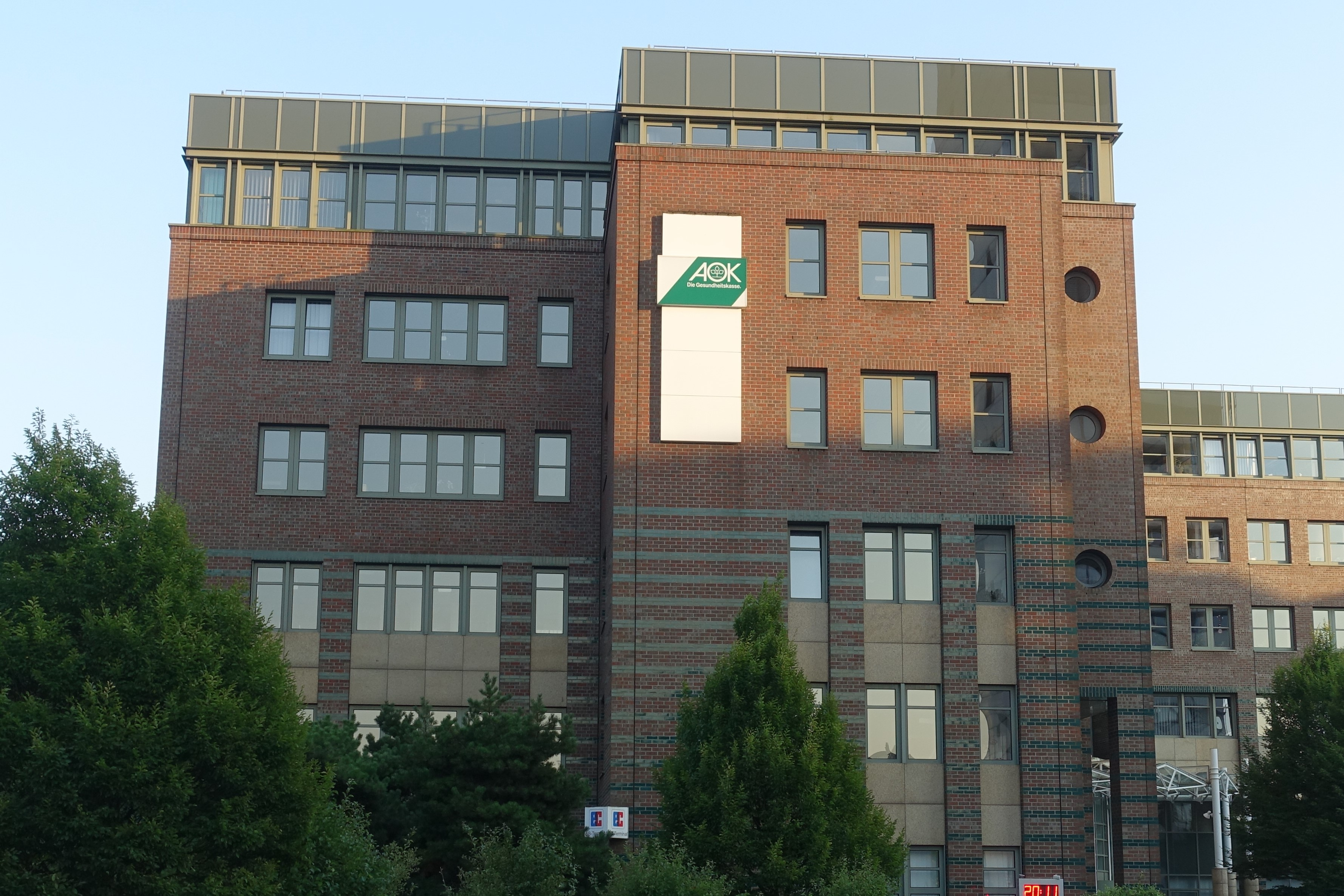
AOK-Hauptverwaltung Hamburg Pappelallee

Die AOK Rheinland Hamburg – Die Gesundheitskasse mit Sitz in Düsseldorf ist eine Kranken- und Pflegekasse für das Rheinland (Regierungsbezirke Düsseldorf und Köln des Landes Nordrhein-Westfalen) und Hamburg.

## Geschichte
Die AOK Rheinland/Hamburg entstand aus der Fusion zwischen der AOK Rheinland und der AOK Hamburg am 1. Juli 2006.

### Geschichte der AOK Rheinland
Die AOK Rheinland wurde am 1. April 1994 gegründet und hatte ihren Sitz in Düsseldorf. Sie ging aus folgenden 26 Allgemeinen Ortskrankenkassen hervor:
- AOK für Stadt und Kreis Aachen und Düren-Jülich
- AOK für den Rheinisch-Bergischen Kreis
- AOK Bonn
- AOK Düsseldorf
- AOK Krankenkasse für Duisburg
- AOK Essen
- AOK Krankenkasse für den Kreis Euskirchen
- AOK Oberberg
- AOK Heinsberg
- AOK Erftkreis
- AOK für den Kreis Kleve
- AOK Köln
- AOK für Krefeld
- AOK Leverkusen
- AOK für den Kreis Mettmann
- AOK Mülheim a. d. Ruhr
- AOK Neuss
- AOK Oberhausen
- AOK Remscheid
- AOK Krankenkasse für den Kreis Wesel
- AOK für den Rhein-Sieg-Kreis
- AOK Solingen
- AOK für den Kreis Aachen
- AOK Wuppertal
- AOK Niederrhein (für Mönchengladbach und den Kreis Viersen)

## Finanzen

### Beitragssätze
Seit 1. Januar 2009 werden die Beitragssätze vom Gesetzgeber einheitlich vorgegeben. Die AOK erhob bis 31. Dezember 2014 keinen einkommensunabhängigen kassenindividuellen Zusatzbeitrag und zahlte keine Prämie an ihre Versicherten aus. 2015 erhob sie einen einkommensabhängigen Zusatzbeitrag in Höhe von 0,9 Prozent des beitragspflichtigen Einkommens. Der Zusatzbeitrag beträgt seit dem 1. Januar 2024 2,2 %.

### Haushaltsvolumen
Das Haushaltsvolumen der AOK beträgt rund 8,2 Milliarden Euro (Stand 2014).